# Plectrohyla dasypus
Plectrohyla dasypus es una especie de anfibios de la familia Hylidae.
Es endémica del departamento de Cortés (Honduras).
Sus hábitats naturales son los montanos secos y los ríos. Está amenazada de extinción por la destrucción de su hábitat natural.